# 諾森伯蘭縣 (維吉尼亞州)
諾森伯蘭县（英語：Northumberland County）是美国弗吉尼亚州東北部的一個郡，位於波托马克河河口西岸，東南為切萨皮克湾。面積740平方公里。根據2020年美國人口普查，共有人口11, 839人。縣治希斯維爾（Heathsville）。該縣成立於1648年10月12日，縣名來自英格兰的諾森伯蘭郡。